# Jacint Verdaguer
 (juillet 2025).
Si vous disposez d'ouvrages ou d'articles de référence ou si vous connaissez des sites web de qualité traitant du thème abordé ici, merci de compléter l'article en donnant les références utiles à sa vérifiabilité et en les liant à la section « Notes et références ».
Pour les articles homonymes, voir Verdaguer.
Verdaguer i Santaló est un nom catalan. Le premier nom de famille, paternel, est Verdaguer ; le second, maternel, souvent omis, est Santaló ; les deux sont fréquemment liés par la conjonction « i ».
Jacint Verdaguer i Santaló, né le 17 mai 1845 à Folgueroles (province de Barcelone) et mort le 10 juin 1902 à Vallvidrera (aujourd'hui un quartier de Barcelone), est un poète catalan d'expression catalane et l’une des figures majeures de la Renaixença catalane.
Qualifié de « Prince des poètes catalans » par l'évêque Josep Torras i Bages, il exerçait également la carrière ecclésiastique (il était le confesseur de la famille Güell)[réf. nécessaire].
Il a écrit entre autres l'Atlantide (1877, poème en dix chants sur les péripéties d'Héraclès en Ibérie), Idylles et chants mystiques (1879), Montserrat (1889), Ode à Barcelone (1883), Canigó (1886, après un voyage au Pic du Canigou).

## Biographie

### Premières années à Folgueroles
Jacint, Segimon i Ramon Verdaguer i Santaló, était le troisième au sein d'une fratrie de huit enfants, dont seulement trois ont survécu. Ses parents étaient de condition modeste mais avaient un niveau culturel certain. Son père, Josep Verdaguer i Ordeix, était maitre d'œuvre et fermier. Sa mère, Josepa Santaló i Planas travaillait à la maison comme fileuse. Elle appréciait la lecture et était très pieuse, ce qui exerça une grande influence sur le jeune Verdaguer, notamment dans son choix d'embrasser d'une part une carrière sacerdotale mais également une carrière littéraire. Celui-ci le reconnait d'ailleurs clairement dans sa lettre à son ami et mentor Marià Aguiló.
Verdaguer a été scolarisé dès son plus jeune age. L'école de Folgueroles était située sur la place de l'église, c'est-à-dire sur l'actuelle place Verdaguer, juste en face de la maison familiale.

### Vic, années de formation
À l'âge de dix ans, en 1855, Verdaguer commence ses études au séminaire de Vic. Sa formation académique a duré quinze ans, comprenant notamment l'étude de la rhétorique, de la philosophie, de la théologie, de la morale, du droit canonique et pratique.
Verdaguer compléta ses connaissances académiques par la lecture des classiques grecs, latins et italiens, des auteurs du siècle d'or espagnol, des écrivains romantiques français. Dans le même temps, il se lie d'amitié au séminaire avec Jaume Collell qui lui permettra de fréquenter le "Círcol Literari" (cercle littéraire) de Vic.
En 1863, tout en poursuivant son parcours au séminaire, il emménage à Can Tona, une maison de campagne située à Sant Martí de Riudeperes (aujourd'hui Calldetenes). Il y participe aux travaux agricoles et donne la classe aux enfants de la maison. C'est là qu'il écrit ses premières œuvres sur la thématique de l'histoire et du patriotisme.

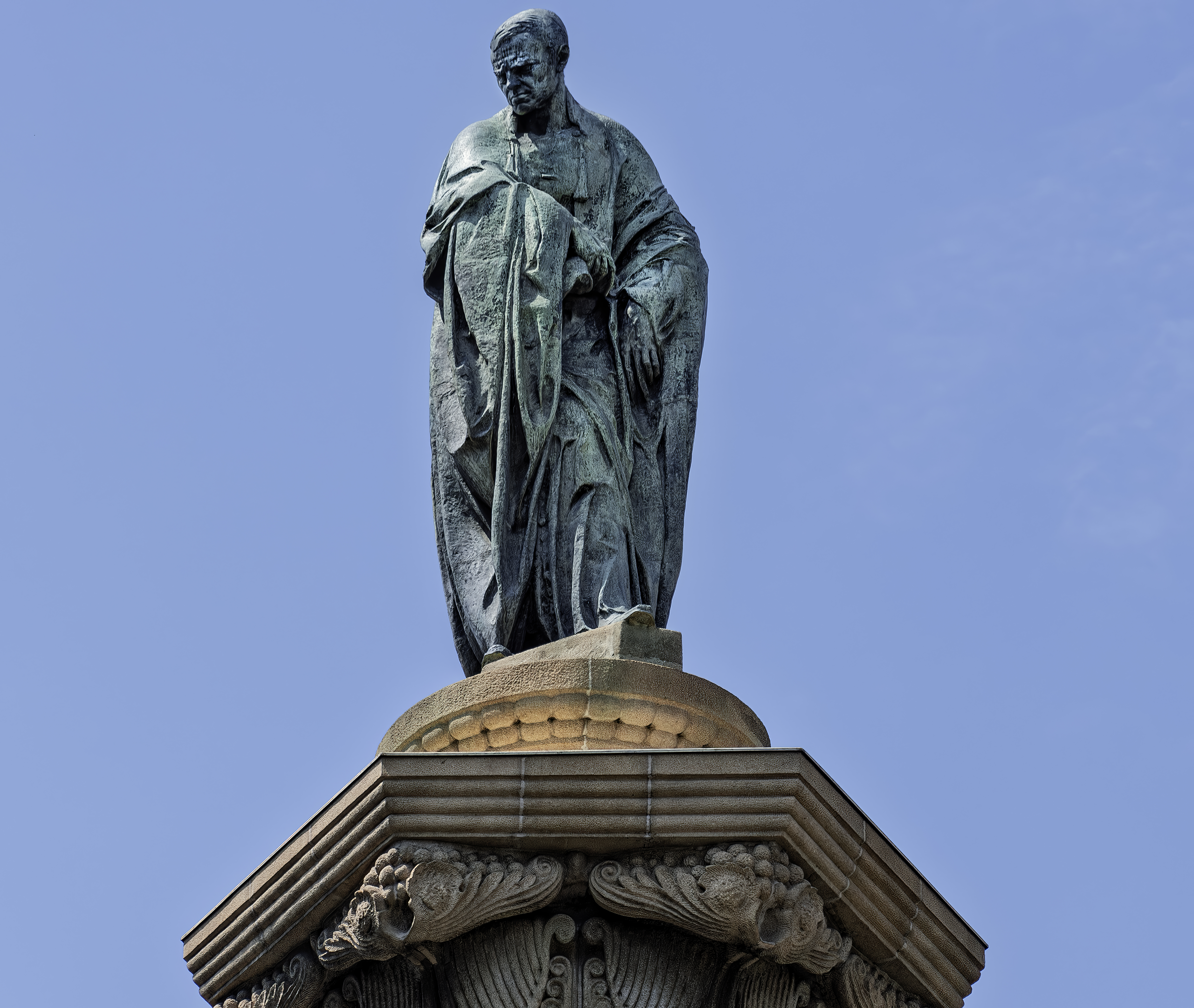
Statue de Jacint Verdaguer par Joan Borrell i Nicolau à Barcelone
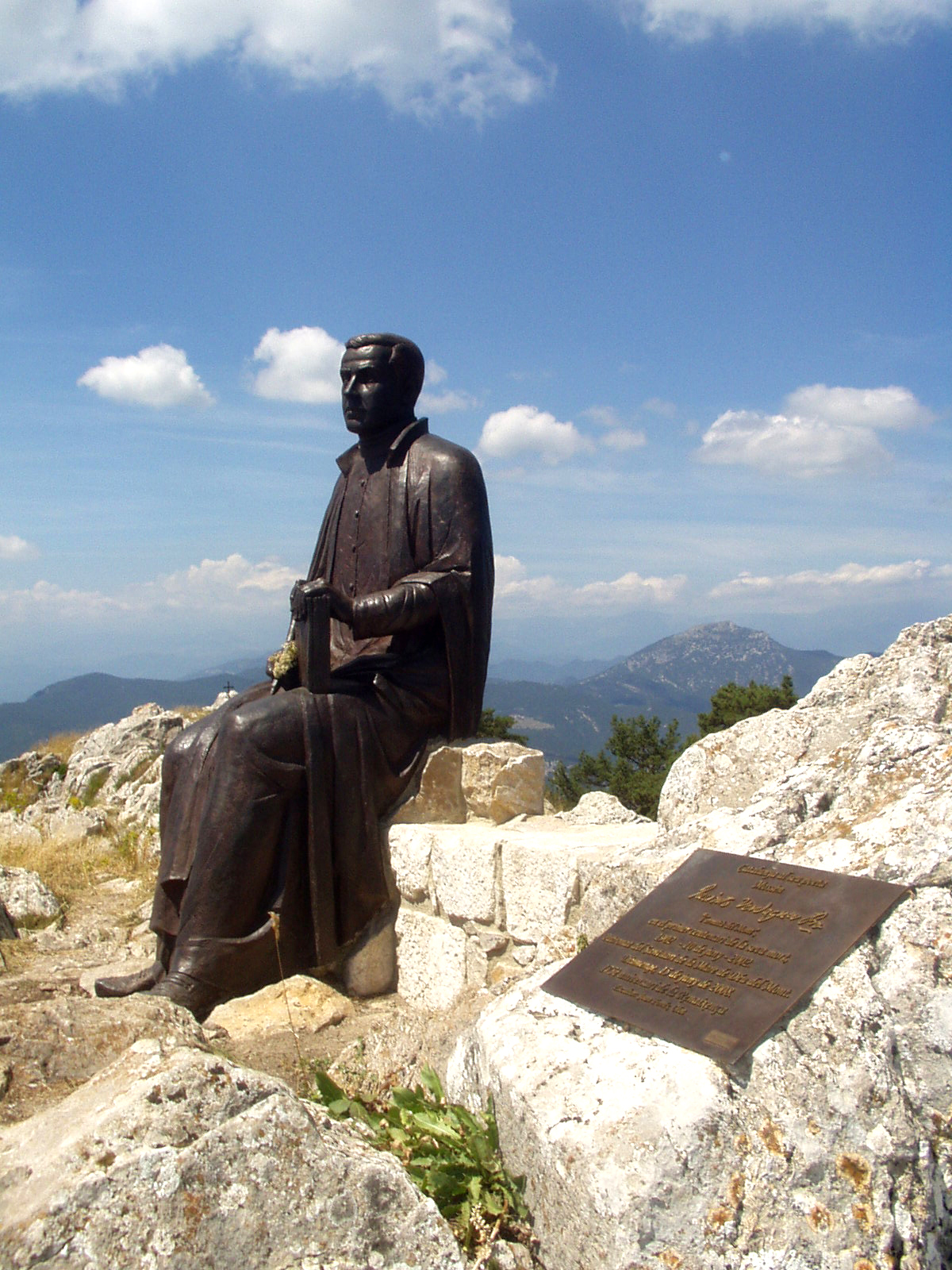
La statue de Jacint Verdaguer au Sanctuaire de la Mare de Deu del Mont

## Œuvres
Jacint Verdaguer est un écrivain polyvalent et prolifique. Il a publié vingt-cinq livres. À sa mort, à l'âge de cinquante-sept ans, il a laissé un héritage de vingt autres titres qui ont été publiés tout au long du XXe siècle.
- (ca) Idilis y cants mistichs, Barcelona, Llibreria d'Eusebi Riera, 1879.

- (ca) Cansons de Montserrat, Vich, Estampa de Ramon Anglada, 1880 (lire en ligne).
- (ca) Canigó, 1886.
- (ca) Excursions y viatges, Barcelona, La Ilustració Catalana, 1887.
- (ca) Dietari d’un pelegrí a Terra Santa, Barcelona, La Ilustració cata, 1889.
- (ca) Lo somni de sant Joan : llegenda del Sagrat Cor de Jesus, Barcelona, Biblioteca de "L'Atlántida", 1899.
- (ca) Ayres del Montseny, Barcelona, Joventut, 1901.
- (ca) Pàtria, Barcelona, Librería de F. Ribalta Tisans, 1904.

- (ca) L'Atlàntida, Barcelona, Llibreria Catalònia, 1934 (lire en ligne).

### En français
- Le Songe de saint Jean, légende du Sacré-Cœur de Jésus, Perpinyá, C. Latrobe, Perpinyá, 1887.
- Le canigou : légende pyrénéenne du temps de la Reconquête, Paris, A.Savine, 1889.
- Fleurs du Calvaire : livre de consolations, Perpignan, Ch. Latrobe, 1897.
- Au ciel, Arras, Impr. Sueur-Charruey, 1906.
- Idylles et chants mystiques, Arras, impr. Sueur-Charruey, 1906.

## Postérité
Jacint Verdaguer est inhumé au cimetière de Montjuïc de Barcelone.